# Вилла Кастелло

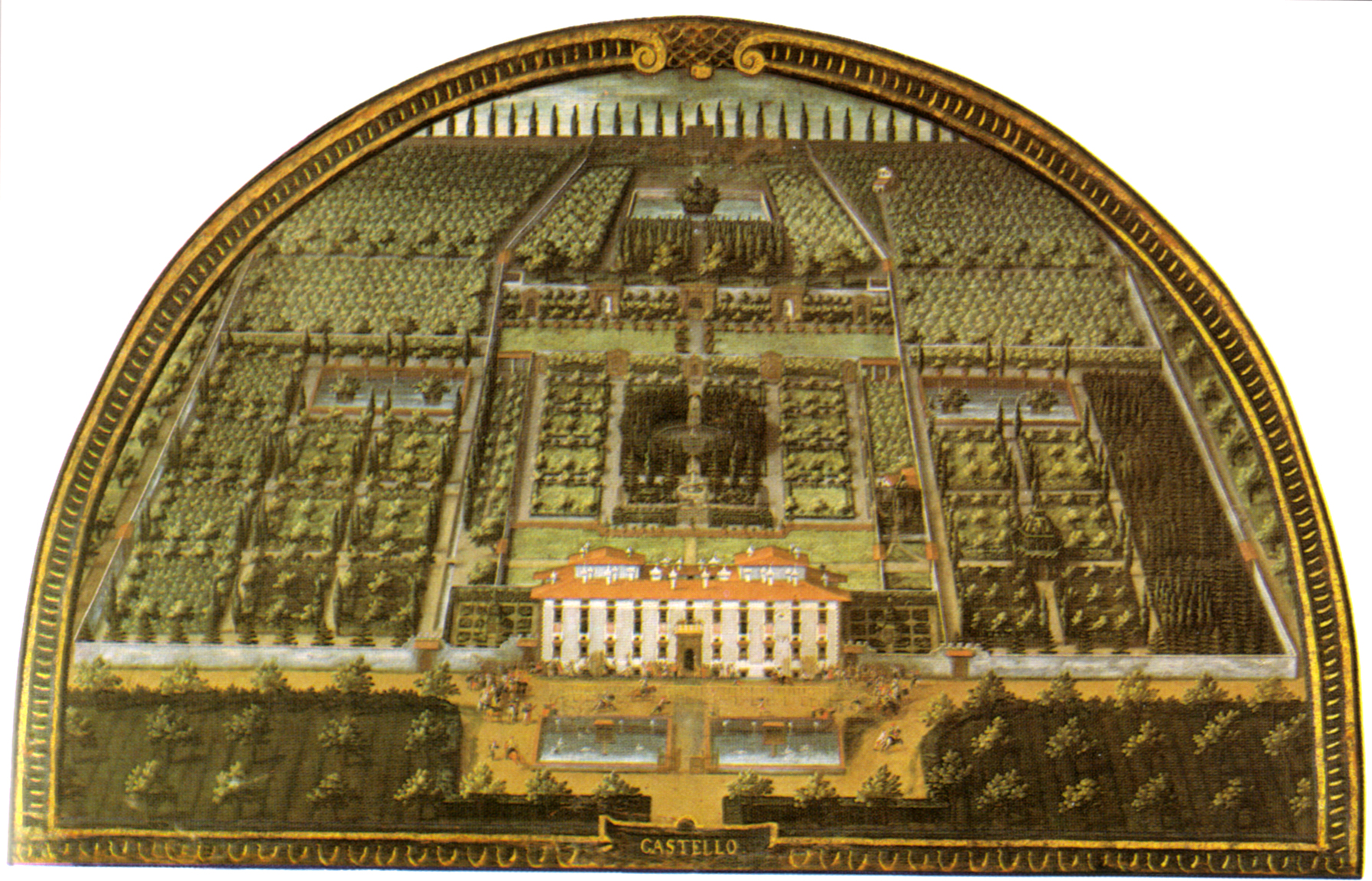
Джусто Утенс. Вид виллы Кастелло. 1599. Вилла Петрайя, Флоренция

Вилла Медичи в Кастелло (итал. Villa medicea di Castello) — вилла (загородный дворец), расположенная вблизи холмов, граничащих с Флоренцией, Тоскана, центральная Италия. В течение долгого времени вилла была загородной резиденцией великого герцога Тосканы Козимо I Медичи (1519—1574). Сады виллы с фонтанами, скульптурами и гротом славились по всей Европе. На вилле также размещались некоторые из художественных сокровищ Флоренции эпохи Возрождения, в том числе картины Сандро Боттичелли «Рождение Венеры» и «Весна». Сады виллы оказали значительное влияние на искусство «итальянских садов» эпохи Возрождения, маньеризма и последующих времён. С 1972 года на вилле размещается Академия делла Круска.

## История
Вилла Кастелло расположена у подножия холмов к северо-западу от Флоренции, недалеко от города Сесто-Фьорентино. Вилла располагалась вблизи древнеримского акведука и получила своё название от цистерн с водой (castella), также расположенных рядом с этим местом.
Укреплённое здание известно по крайней мере с 1427 года и было приобретено в 1477 году Лоренцо и его братом Джованни ди Пьерфранческо де Медичи. Это произошло через год после того, как их отец умер в возрасте сорока шести лет, оставив мальчиков под опекой их двоюродного брата Лоренцо Великолепного, представителя старшей ветви семьи Медичи и фактического правителя Флоренции.
Братья перестроили старое здание, добавив двор, лоджию, кухни и конюшни. Дом унаследовали знаменитый кондотьер Джованни далле Банде Нере и его жена Мария Сальвиати, родители Козимо I, который родился в 1519 году и жил в этом доме в детстве.
В 1537 году был убит 26-летний герцог Флоренции Алессандро Медичи, и Козимо, хотя ему было всего семнадцать и он был относительно неизвестным членом семьи, был избран влиятельными людьми правителем Флоренции. В 1537 году молодой Козимо столкнулся с восстанием фракции, которая хотела восстановить Флорентийскую республику. Он победил их в битве при Монтемурло и зарекомендовал себя как непревзойденный правитель города.

## Сады виллы
Как только его власть была закреплена, Козимо стал проводить больше времени на своей вилле в Кастелло. Козимо поручил инженеру-гидротехнику Пьетро да Сан-Кашано построить систему акведуков для подачи воды на виллу и её сады, а скульптору Никколо Триболо создать фонтаны, статуи и сад, а Джорджо Вазари восстановить и расширить главное здание виллы. Как писал Вазари: «На этом месте герцог начал понемногу строить, одну вещь за другой, с той целью, чтобы он мог жить там более комфортно — для себя и своего двора». Из оригинального убранства виллы XVI века на месте осталось только «Благовещение» — фреска в люнете наверху лестницы, приписываемая Рафаэллино дель Гарбо. На первом этаже находится большой зал, называемый «Салоном переговоров», с пейзажными фресками девятнадцатого века, который в наше время используется для конференций и публичных заседаний Академии делла Круска. Фрески изображают холмы вокруг Флоренции и какие-то воображаемые виды с руинами, обрамлёнными колоннами, как бы воссоздавая впечатление лоджии, служащей связующим звеном с близлежащими садами.
В обустройстве сада Триболо работал согласно программе, разработанной под влиянием неоплатонической философии. Сад, в котором со временем соединились черты садов ренессанса и маньеризма, разбит на две части, связанные главной осью симметрии: верхний (на склоне холма) и нижний. В центре склона холма находился вход в грот, стены которого напоминали естественную пещеру, богато украшенную и наполненную скульптурами. Там же устроили фонтан в виде скульптуры-аллегории «Апеннин», или «Января» (олицетворения одного из времён года, 1563—1565). Другой фонтан был украшен бронзовыми изображениями птиц, с клювов которых лилась вода. Оформление «Грота зверей» создал Вазари с использованием скульптур Джамболоньи.
Большой нижний сад был разбит на квадраты, похожие на маленькие комнаты, разделённые дорожками, окаймленные живой изгородью — рядами кедров и оливковых деревьев, и заполненные цветниками. В центре террасы располагался круглый лабиринт из кипарисов, засаженных лавром, миртом и розами. В центре лабиринта находился фонтан, увенчанный статуей Венеры Анадиомены (не сохранился). Между лабиринтом и виллой располагался второй, более крупный фонтан, увенчанный бронзовой скульптурной группой «Поединок Геркулеса с Антеем» работы Бартоломео Амманати.
«Фонтан Венеры» был данью уважения Венере, одному из символов Флоренции. Богиню любви также чествовали внутри виллы, где Козимо поместил знаменитую картину Боттичелли «Рождение Венеры». Триболо продолжил это символическое послание, расставив скульптуры по всему саду. Лестницы были украшены бюстами ранних правителей Медичи в древнеримских тогах. Триболо планировал разместить вокруг садов другие статуи, символизирующие четыре времени года и добродетели Дома Медичи: справедливость, сострадание, доблесть, благородство, мудрость и щедрость.
Сады посещали важные гости Флоренции, и их слава распространилась по Европе. Никколо Триболо не успел завершить весь проект, потому что, как писал Вазари, «слишком был занят делами герцога». Ему удалось закончить только два главных фонтана и две аллегории рек. Он умер в 1550 году, а статуи для фонтанов завершал его ученик Антонио ди Джино.
Сады виллы Кастелло и её фонтаны поражали современников. В 1581 году французский писатель Мишель де Монтень был настолько впечатлён «играми воды» (giochi d'aqua) в Кастелло, что включил описание садов в свой путевой дневник.  
В 1737 году виллу унаследовала династия Габсбургов-Лотарингов. Новые владельцы расширяли сады, но в то же время разобрали несколько фонтанов, перекрыли воду в гроте и разрушили лабиринт деревьев. В 1788 году фонтан Флоренции перенесли на соседнюю виллу Петрайя, а монументальный фонтан Геркулеса и Антея переместили в середину сада. Символика классических добродетелей правления Медичи была устранена.
Во времена Наполеона Бонапарта в интерьерах виллы было написано несколько фресок в неоклассическом стиле, но после этого вилла и сад вошли в длительный период запустения и упадка. В 1919 году вилла отошла итальянскому государству, служила общежитием для садовников, школой и больницей. В 1972 году дом стал собственностью филологической Академии делла Круска, которой он и принадлежит и в наше время. В 1984 году сад стал национальным музеем.

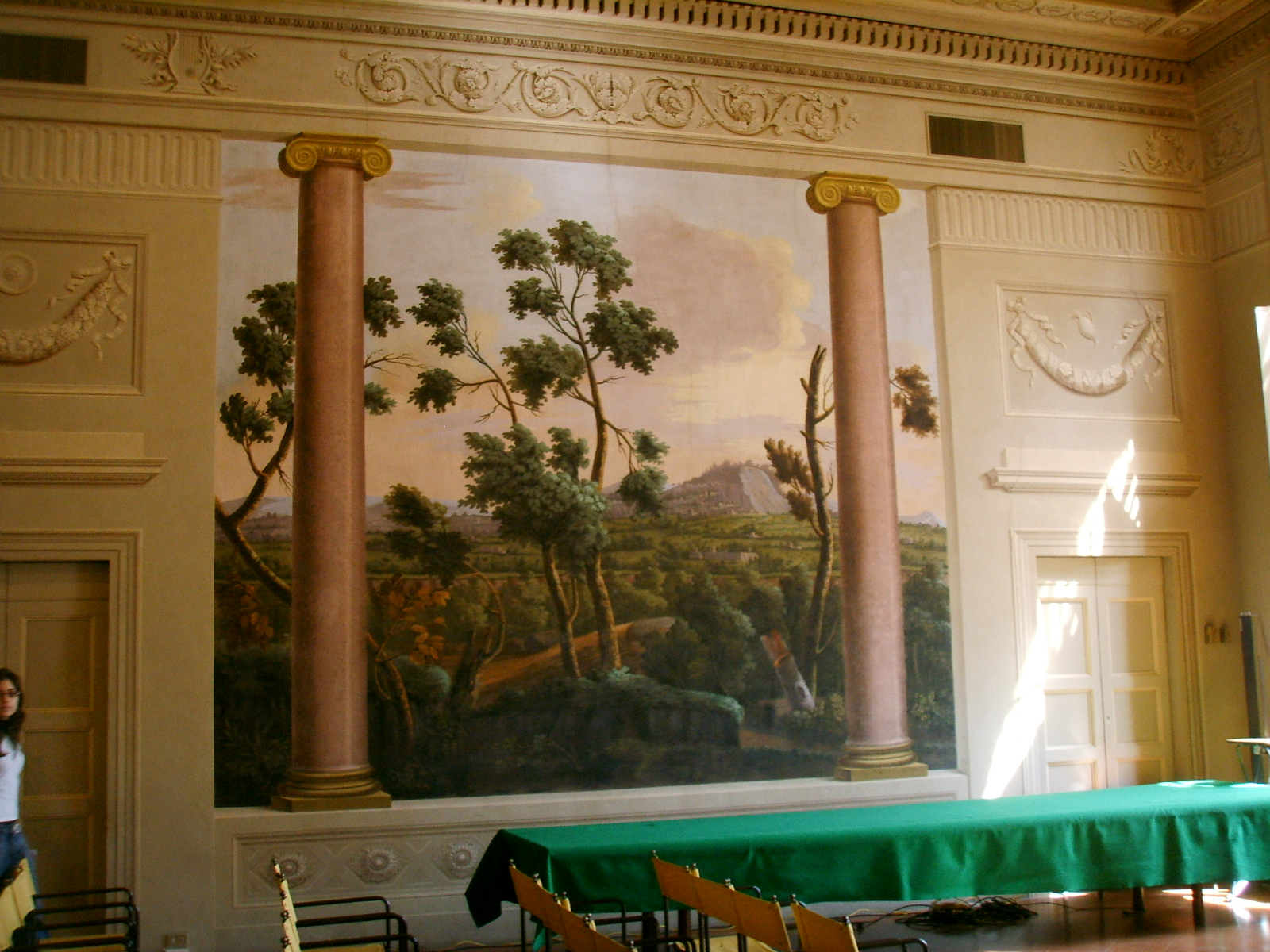
«Салон переговоров»
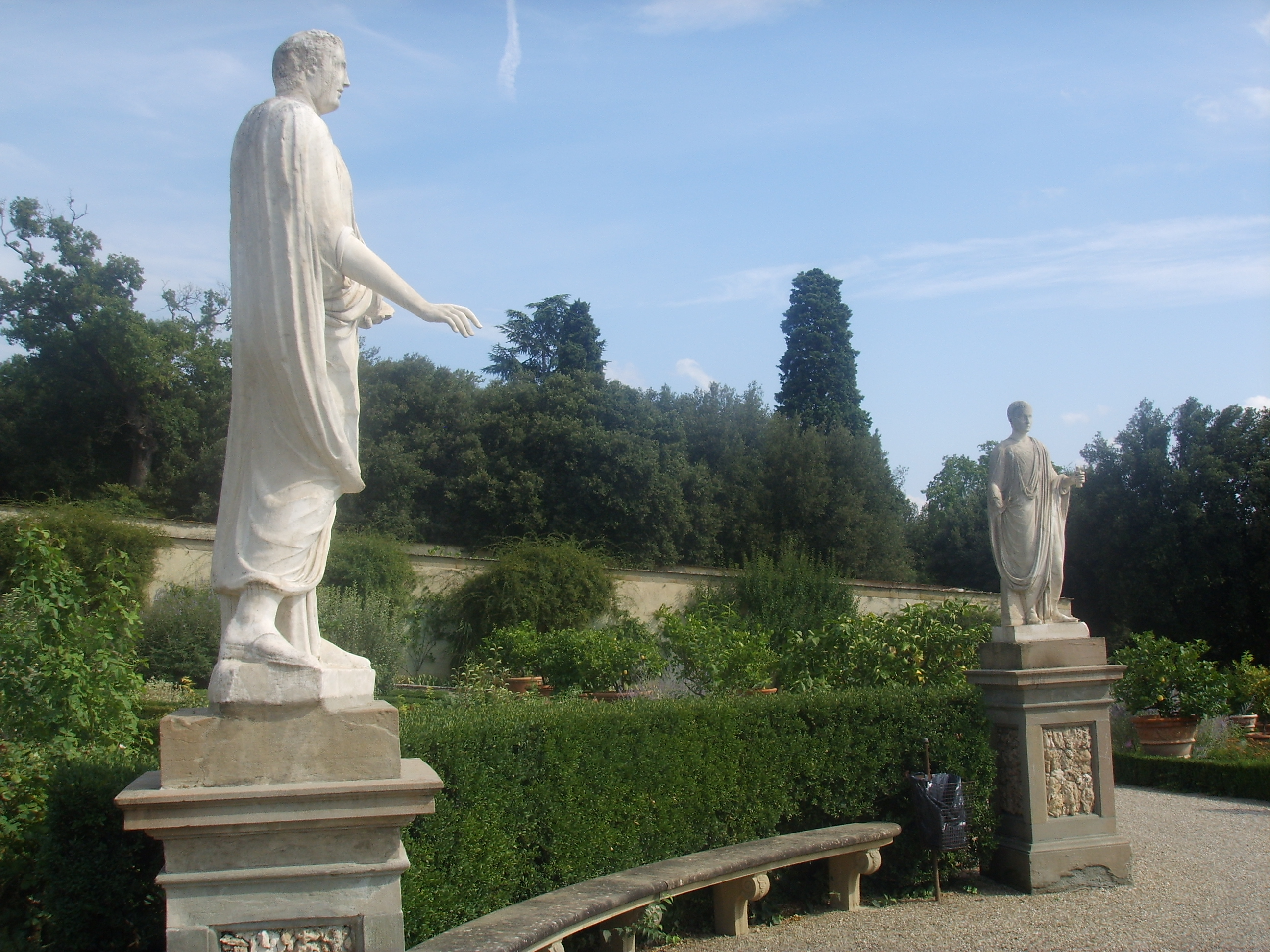
Статуи верхней террасы
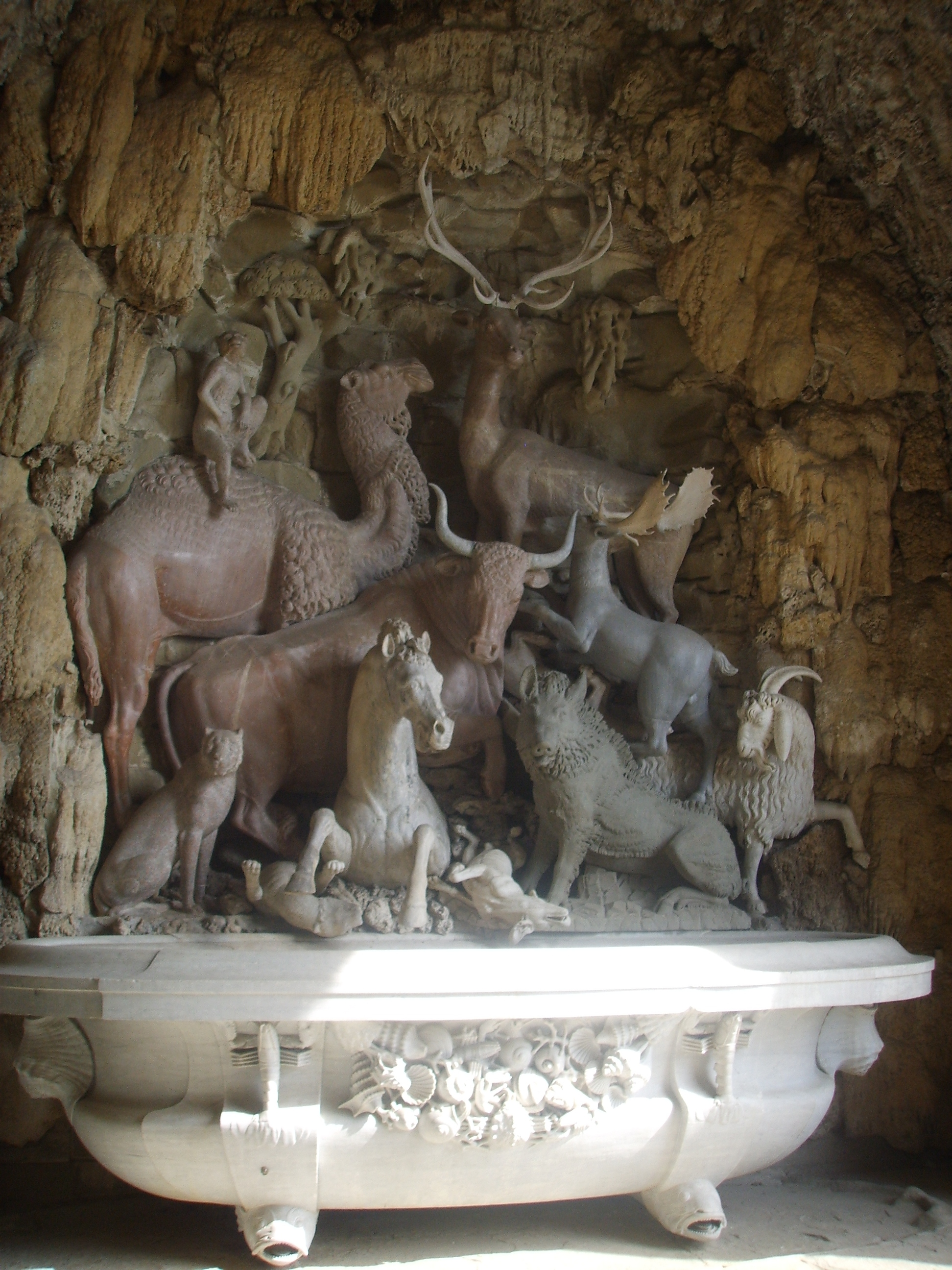
Н. Триболо, Джамболонья. «Грот зверей». 1555-1557
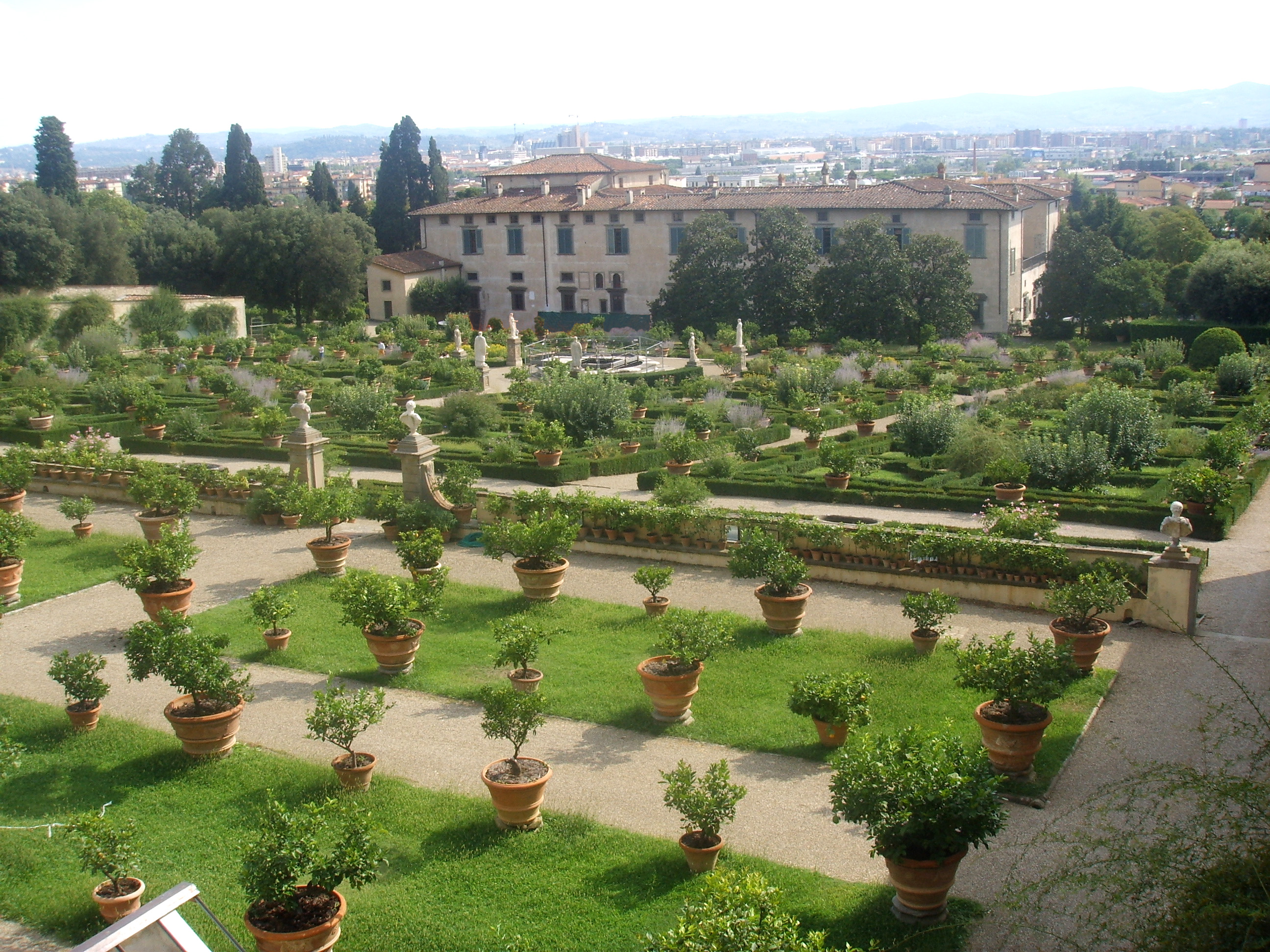
Нижний сад
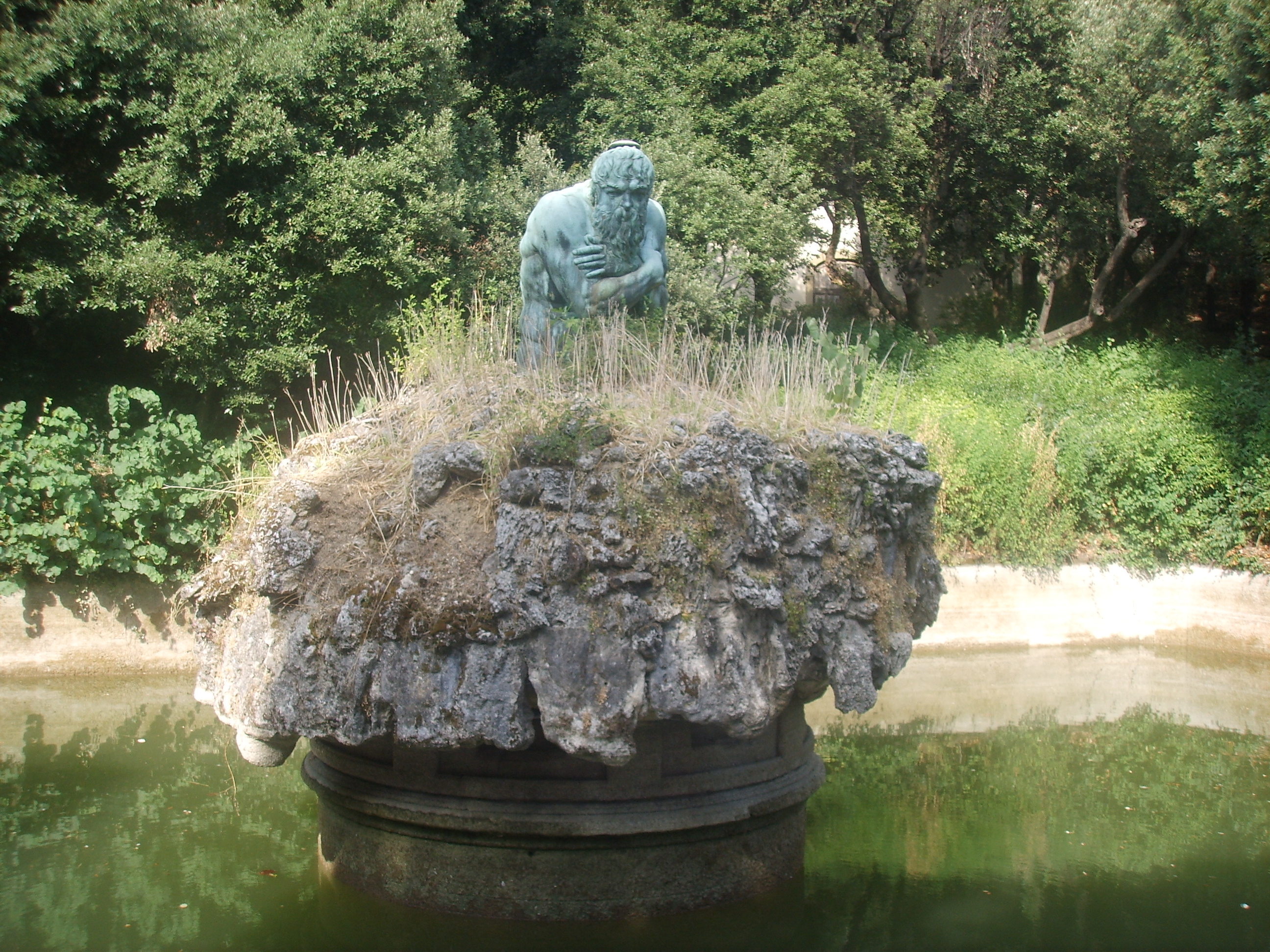
Б. Амманати. Фонтан «Апеннины», или «Январь». 1563—1565
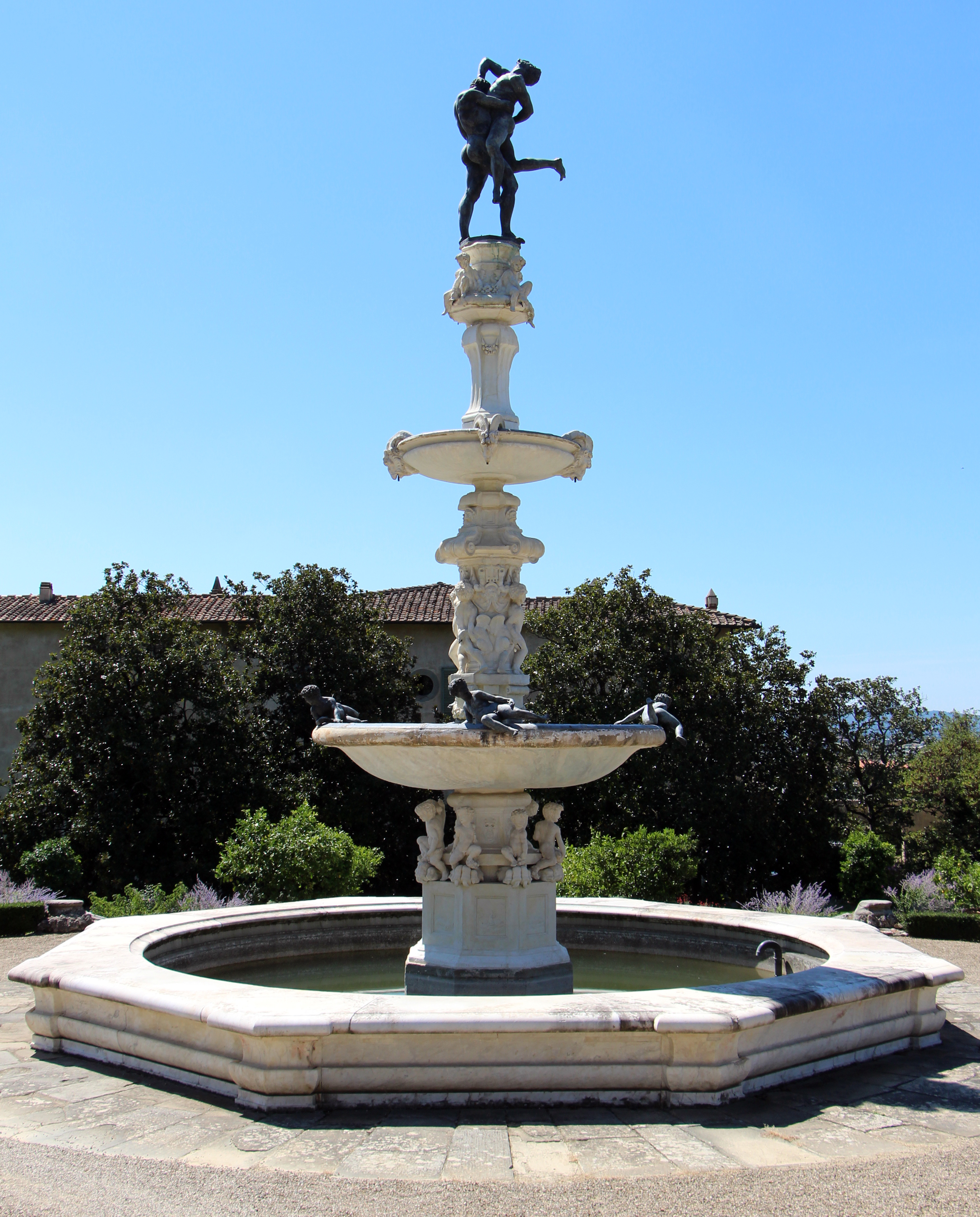
Н. Триболо, Б. Амманати. Фонтан Геркулеса. 1558—1560.
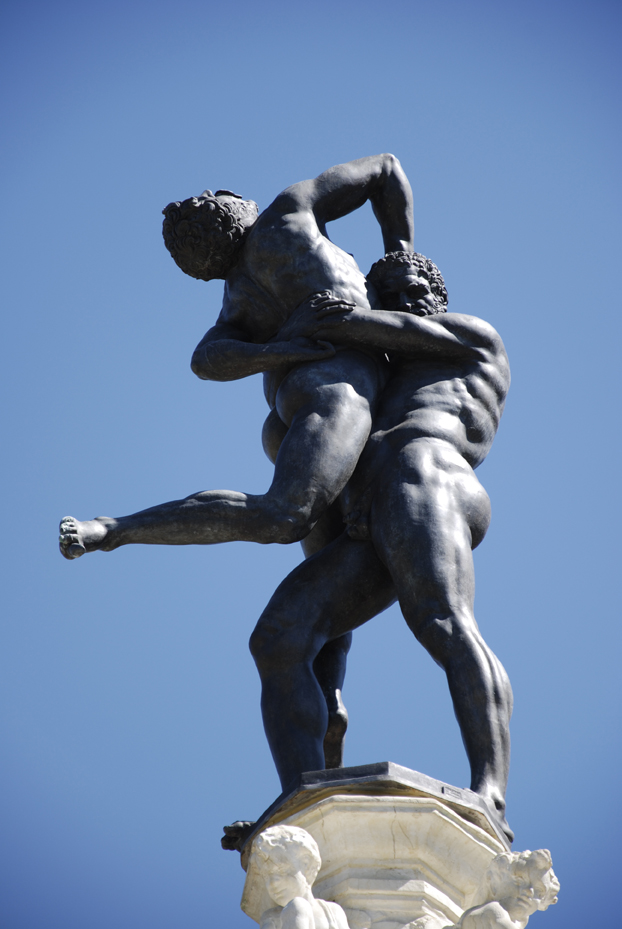
Б. Амманати. Поединок Геркулеса с Антеем. Деталь фонтана
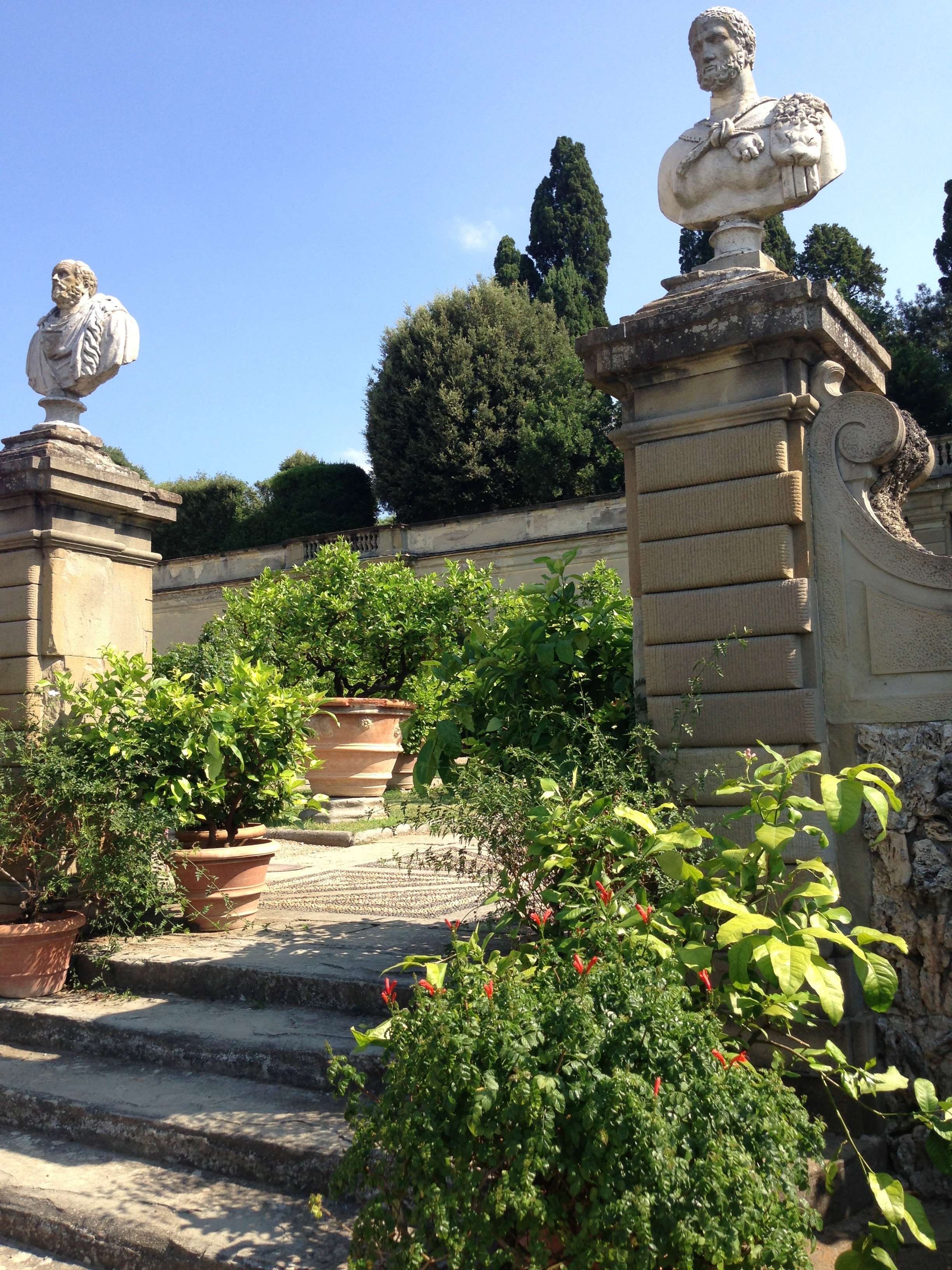
Лестница

Вилла Кастелло оказала значительное влияние на более поздние виллы Медичи, такие как Вилла Пратолино, построенная Франческо I Медичи, великим герцогом Тосканы между 1569 и 1581 годами. Сады Пратолино, как и вилла Кастелло, были устроены на склоне холма, там же была статуя Апеннин, на этот раз работы Джамболоньи, множество гротов, фонтанов и скрытых струй воды, чтобы обливать посетителей. Однако они были в значительной степени разрушены в 1820 году.
«Итальянский стиль» был известен во Франции. Король Франциск I поручил Триболо сделать статую для садового фонтана, который он построил в парке замка Фонтенбло. Популярность итальянских садов значительно возросла позднее благодаря садам виллы Кастелло. Первый грот во Франции был построен в Фонтенбло в 1541 году. Стиль «итальянского сада» пропагандировали две родственницы Козимо: Екатерина Медичи (1519—1589), жена короля Франции Генриха II, и Мария Медичи (1575—1642), супруга Генриха IV. После того как Екатерина стала регентшей в 1560 году, она начала строить новый дворец и сад Тюильри в итальянском стиле. Новый сад, законченный в 1564 году, представлял собой грот с животными и глиняными фигурами, лабиринт и клумбы, расположенные вдоль центральной оси в геометрических узорах.
Мария Медичи, родившаяся в Палаццо Питти во Флоренции рядом с садами Боболи, построила в Париже Люксембургский дворец, реплику дворца Питти, и окружающий его Люксембургский сад в итальянском стиле. Она привезла из Флоренции семью опытных мастеров фонтанов во главе с Томмазо Франчини, чтобы построить фонтан Медичи с гротом. Несколько поколений Франчини создавали фонтаны для французских садов и дворцов вплоть до конца XVIII века.
Влияние виллы ди Кастелло можно было увидеть в садах в стиле барокко XVII и XVIII веков; фонтаны Версальского сада с их статуями, иллюстрирующими мощь и величие короля Людовика XIV, и водные забавы в садах Петергофа близ Санкт-Петербурга, устроенных Петром Великим, перекликались с садом Козимо Медичи.